# Berzék
Berzék ist eine ungarische Gemeinde im Kreis Miskolc im Komitat Borsod-Abaúj-Zemplén.

## Geografische Lage
Berzék liegt in Nordungarn, 15 Kilometer südöstlich des Komitatssitzes und der Kreisstadt Miskolc am linken Ufer des Flusses Hernád. Nachbargemeinden sind Bőcs im Norden, Sajóhídvég im Süden und Ónod im Westen.

## Geschichte
Im Jahr 1907 gab es in der damaligen Kleingemeinde 113 Häuser und 606 Einwohner auf einer Fläche von 1829 Katastraljochen. Sie gehörte zu dieser Zeit zum Bezirk Szerencs im Komitat Zemplén.

## Sehenswürdigkeiten
- Griechisch-katholische Kirche Szentháromság, erbaut 1933
- Reformierte Kirche, ursprünglich im 15. Jahrhundert erbaut, im 18. und 19. Jahrhundert erweitert und renoviert
- Römisch-katholische Kirche Jézus Szíve
- Potoczky-Perczel-Landhaus (Potoczky-Perczel-kúria), erbaut im 18. Jahrhundert, später erweitert

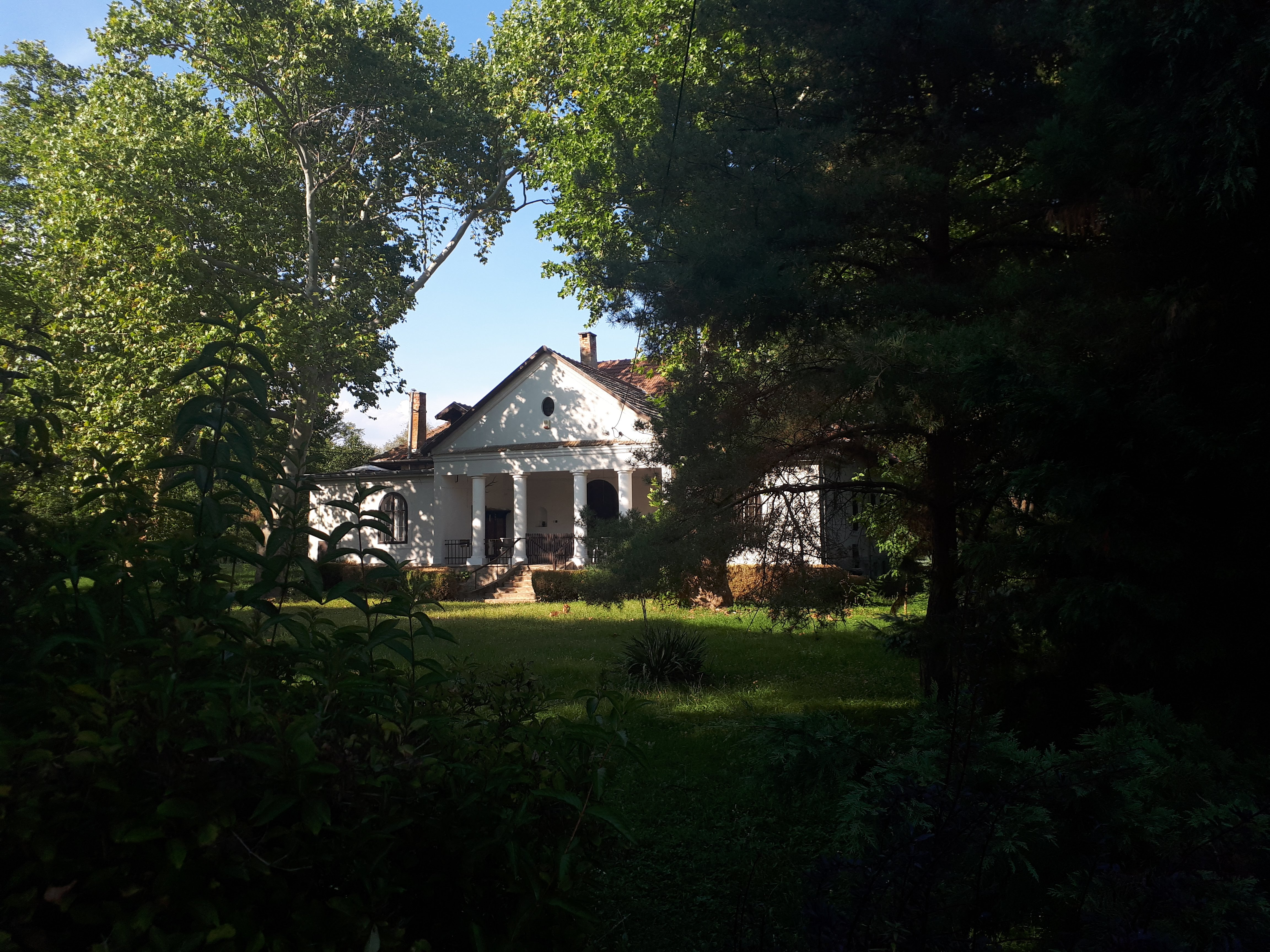
Potoczky-Perczel-Landhaus

## Verkehr
Durch Berzék verläuft die Landstraße Nr. 3607. Es bestehen Busverbindungen nach Miskolc und Tiszaújváros. Der nächstgelegene Bahnhof befindet sich vier Kilometer nordöstlich in Hernádnémeti-Bőcs.